# Synegia polynesia
Synegia polynesia är en fjärilsart som beskrevs av Louis Beethoven Prout 1916. Synegia polynesia ingår i släktet Synegia och familjen mätare. Inga underarter finns listade i Catalogue of Life.